# Pitom
Pitom (em hebraico: פתם) também chamado de Per-Atum, Heroópolis ou Heroonópolis [carece de fontes?] (em grego clássico: Ἡρώων πόλις ou Ἡρώ, Estrabão XVI. 759, 768, XVII. 803, 804; Arriano, Exp. Alex. III. 5, VII. 20; Josefo Ant. Jud. II. 7 § 5; Plínio V. 9. § 11, VI. 32. § 33; Mela, iii. 8; Estêvão B. s. v.; Ptolemeu II. 1. § 6, IV. 15. § 54), é uma antiga cidade do Egito conhecida da fontes bíblicas e da Grécia Antiga e Roma.

## O nome
Este nome vem do hebraico פתם Pitom que foi retirado do nome neoegípcio *Pi-ʔAtōm (< *Par-ʔAtāma) 'Casa de Atum'. Atum foi um dos principais deuses do antigo Egito, que, junto com Rá e Aton, foi um dos deuses-sol de Heliópolis.

## Pitom bíblico
Pitom é uma das cidades que, de acordo com Êxodo 1:11, foi construído para o faraó devido a opressão pelo trabalho forçado dos israelitas. A outra cidade foi Pi-Ramessés e a Septuaginta acrescenta um terceiro, "Om, que é Heliópolis". O significado do termo, interpretados na Versão Autorizada como "cidades de tesouro" e na Versão Revista como "cidades armazém", não é definitivamente conhecida. A Septuaginta interpreta πόλεις ὀχυραί como "cidades fortes [ou fortificadas"]". O mesmo termo é usado para certas cidades do rei Salomão em I Reis 9:19 (comp. também com II Crônicas 16:4.